# Oksana Gaidar
Oksana Gaidar   (Kíiv - Xevtxénkove, març 2022), ucraïnès: Оксана Гайдар, va ser una periodista i bloguera ucraïnesa que va morir entre l'11 i el 12 de març del 2022 a Xevtxénkove en un atac de l'artilleria russa durant l'invasió russa d'Ucraïna del 2022.
Va néixer a Kíev. Va estudiar periodisme a la Universitat Nacional Taràs Xevtxenko de Kíev. El seu pare, Iuri Gaidar, també era periodista al diari Sportivnaia Gazeta. Després d'estudiar es va traslladar amb el marit i el fill a Moscou. Amb el pseudònim de Ruda Pani feia apunts històrics i denunciava la política expansionista russa. Amb l'inici de la guerra va decidir tornar a Ucraïna per estar amb la seva mare Lídia, que va morir en el mateix atac. Els fets es van conèixer dos mesos més tard, gràcies al president de la Unió Nacional de Periodistes d'Ucraïna, Serhïi Tomilenko.